# ميشيل اندروز
ميشيل اندروز (بالإنجليزية: Michelle Andrews) هي لاعب هوكي الحقل أسترالية، ولدت في 19 نوفمبر 1971.

## وصلات خارجية
- ميشيل اندروز على موقع أوليمبيديا (الإنجليزية)